# Simone Stratico

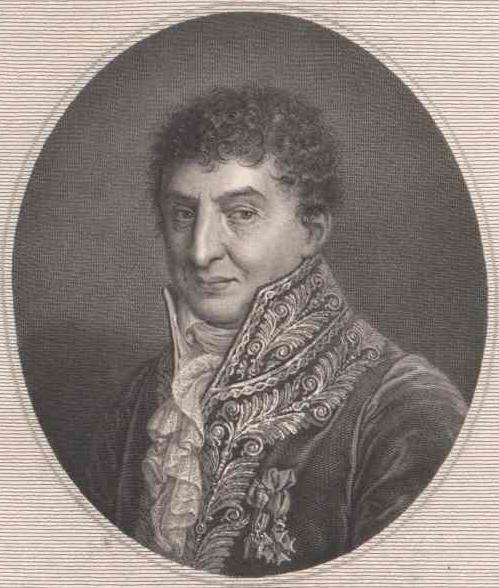
Simone Stratico

Simone Stratico (Zara, 16 ottobre 1733 – Milano, 16 luglio 1824) è stato un matematico, fisico e ingegnere italiano, esperto di nautica.

## Biografia
Nacque a Zara in Dalmazia, regione all'epoca dominio della Repubblica di Venezia, da una famiglia di ascendenze greche; suo fratello Michele fu musicista e compositore, mentre suo fratello Giovanni Domenico fu vescovo e letterato domenicano.
Si laureò in Medicina presso l'Università degli Studi di Padova, ove a soli venticinque anni divenne professore. Membro della delegazione veneziana che si recò in Inghilterra nel 1761 per congratularsi col nuovo re Giorgio III, restò nel paese alcuni anni per motivi di studio e divenne membro di varie accademie tra le quali la Royal Society di Londra. In quel periodo rimase notevolmente colpito dalla forza economica e dalla grandezza navale dell'Impero britannico. 
Tornato a Padova, sostituì Giovanni Poleni nella cattedra di Matematiche e Navigazione. 
In tale veste, studiò approfonditamente il regime acqueo della Repubblica, collaborando a vari interventi di idraulica sul territorio veneto, quali la bonifica delle valli del veronese e la regolazione del Brenta e del Bacchiglione. In quel periodo si fece anche promotore e venne incaricato dal senato veneto di delineare un progetto di riforma dell'Università di Padova in senso collegiato, su modello dell'Università di Oxford. Pur essendo stato interrotto prematuramente dalla caduta della Repubblica per mano di Napoleone, questo progetto condusse nel 1771 alla fondazione del Collegio San Marco. 
A Padova divenne socio nel 1764 dell'Accademia dei Ricoverati e 1776 di quella di Arte Agraria. Nel 1779 mentre ricopriva le cariche di Principe dell'Accademia dei Ricoverati e di Presidente dell'Accademia di Arte Agraria ottenne dalla Repubblica Veneta la fusione delle due accademie in un solo corpo denominato "Accademia di scienze lettere e arti". La nuova istituzione, governata e protetta dai Riformatori dello Studio di Padova, venne istituita allo scopo di creare un organo consultore per tutte le scienze. Lo Stratico fu il primo Direttore della Classe Matematica della rifondata Accademia e successivamente (1783-84) ne fu Presidente. Nel 1786 entrò a far parte come socio ordinario dell'Accademia dei XL.
Caduta la Repubblica, nel 1801 venne chiamato ad insegnare Nautica presso l'Università degli Studi di Pavia, ove spesso supplì ad Alessandro Volta nell'insegnamento della fisica. 
Durante il Regno d'Italia fu nominato Ispettore generale dei Ponti e delle Strade, e fra le altre cariche fu Presidente dell'Accademia delle Belle Lettere e dell'Istituto Lombardo di Scienze di Milano. 
Come riconoscimento per la sua opera, nel 1809 venne eletto Senatore. 
Ricevette vari riconoscimenti e decorazioni internazionali, fra i quali il titolo di Cavaliere della Legion d'Onore e della Corona di Ferro. 
L'imperatore Francesco I d'Austria gli concesse la Croce di San Leopoldo e il titolo di Professore Emerito delle università di Padova e Pavia.
Morì a Milano il 16 luglio 1824.

## Opere
I più importanti contributi scientifici di Stratico riguardano la fisica, l'idraulica e l'architettura navale. Fra le circa 35 opere che egli lasciò, vanno ricordate in modo particolare (in ordine cronologico):
- Raccolta di proposizioni d'idrostatica e d'idraulica, Padova 1773
- Teoria compita della costruzione e del maneggio dei bastimenti (traduzione annotata dell'opera in francese di Eulero), Padova 1776
- Elementi d'idrostatica e d'idraulica, Padova 1791
- Vocabolario di marina nelle tre lingue Italiana, Inglese e Francese, Milano, 1813-1814
- Bibliografia di marina, Milano 1823

Da rimarcare la sua partecipazione alla monumentale opera di revisione e commento dell'opera completa del Vitruvio, iniziata dal Poleni, durata oltre trent'anni e pubblicata in vari anni, a partire da un anno dopo la morte dello Stratico.